# 돈 드링크 워터
돈 드링크 워터(Don't Drink The Water)는 미국에서 제작된 우디 앨런 감독의 텔레비전용 1994년 코미디 영화이다. 우디 앨런 등이 주연으로 출연하였고 로버트 그랜헛 등이 제작에 참여하였다.

## 출연

### 주연
- 우디 앨런
- 마이클 J. 폭스

### 조연
- 마임 비아릭
- 돔 드루이즈
- 줄리 카브너

## 제작진
- 제작관리: 레티 아론슨
- 미술: 산토 로쿼스토
- 의상: 수지 벤징거